# Wasserburg Isserstedt
Die Wasserburg Isserstedt ist eine abgegangene Wasserburg am südöstlichen Rand des Jenaer Stadtteils Isserstedt in Thüringen.

## Geschichte
Die Wasserburg wurde von den erstmals 1174 genannten Herren von Isserstedt 1333 als Stammsitz aufgegeben und ging an die Vitzthumen zu Roßla. Im Zuge des Sächsischen Bruderkrieges (1446–1451) wurde die Burg zerstört.

## Heutige Nutzung
Der heutige Burgstall zeigt noch einen Ruinenhügel mit umlaufenden Wall- und Grabenresten. Das Burgareal wird von der Straße „Am Burggarten“ umgeben, die vermutlich den Burggraben markiert, im Inneren dieser ovalen Fläche lag schon im 19. Jahrhundert der Dorffriedhof und einige Gärten.

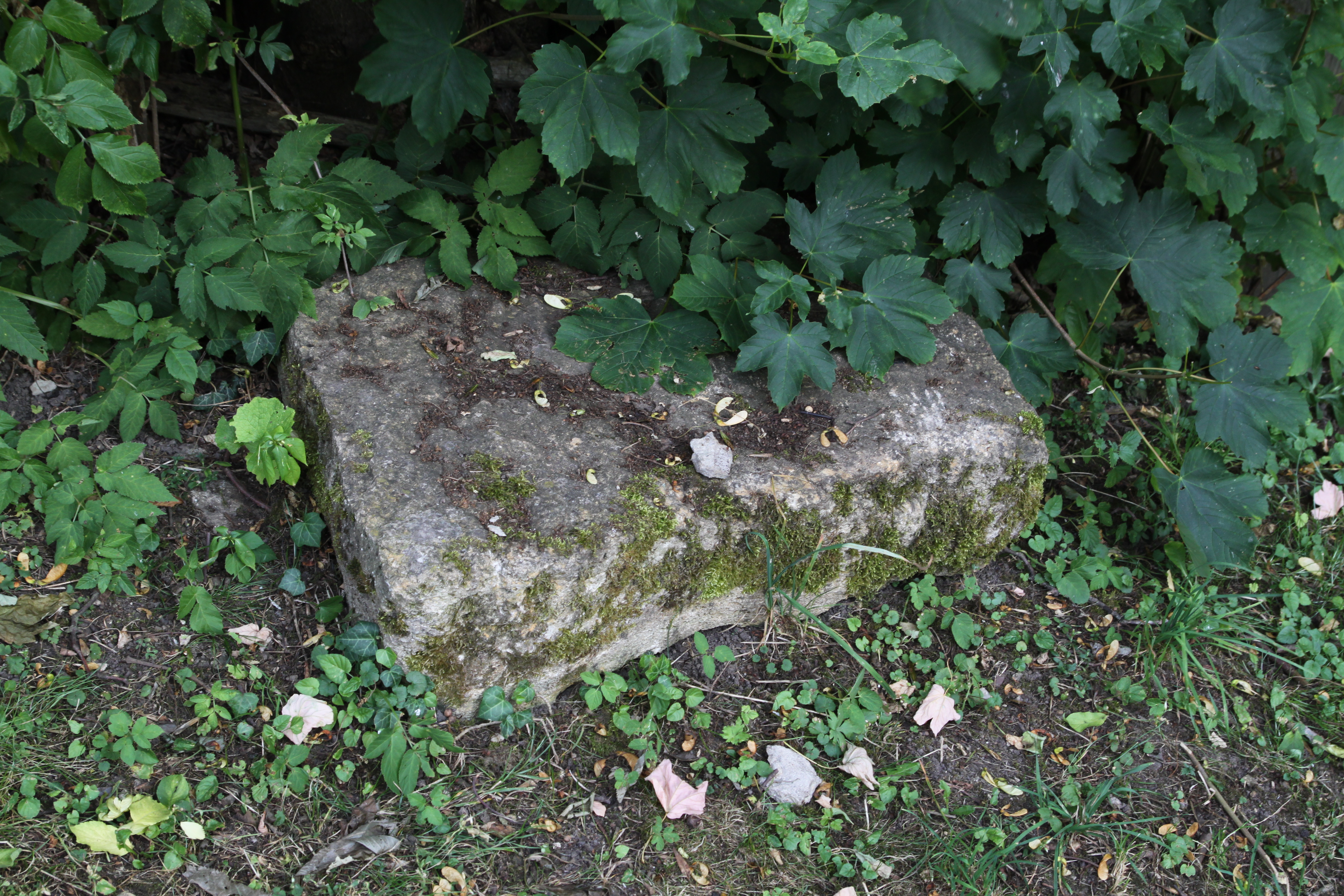
Behauener Stein der Wasserburg
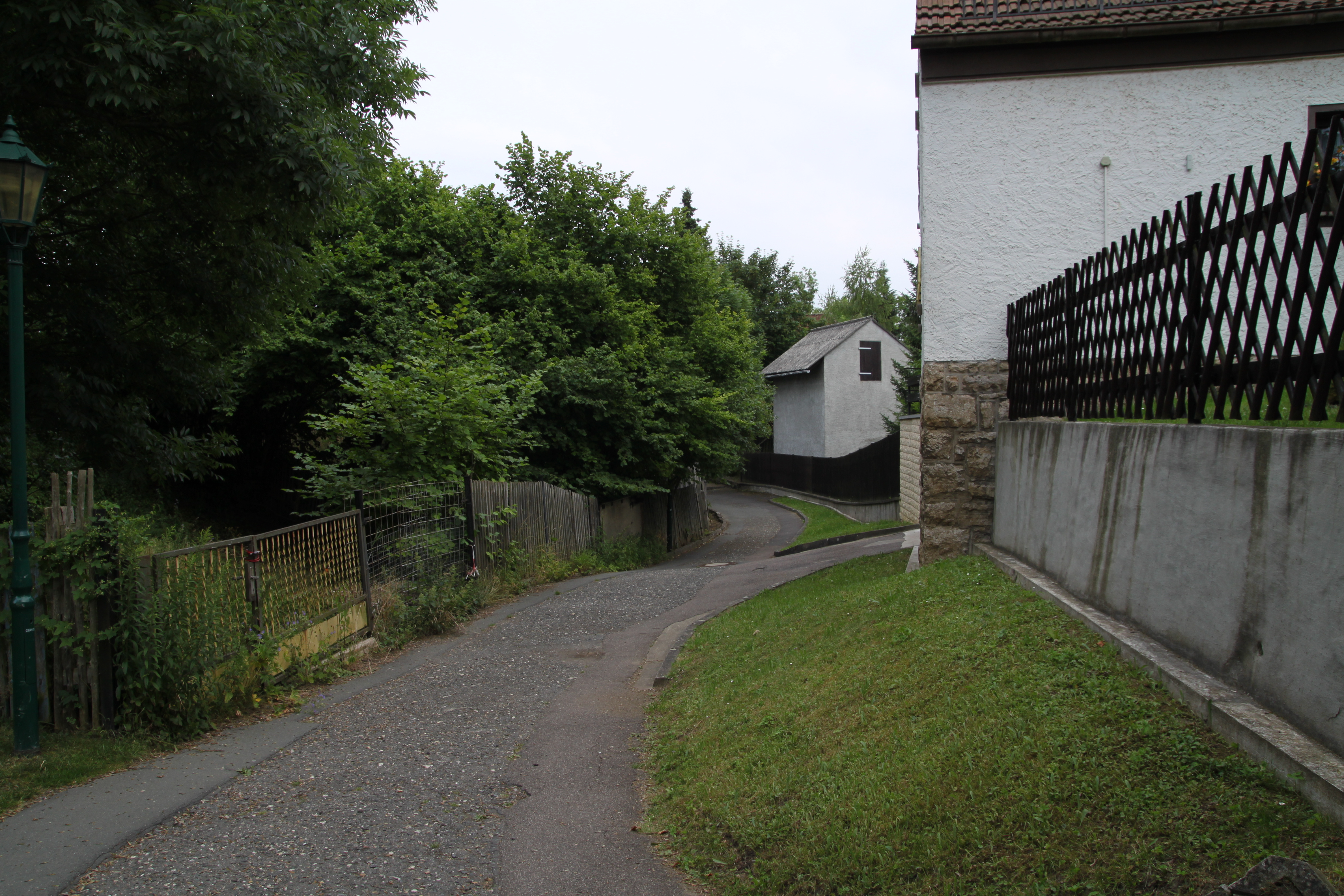
Burggartenweg an der Wasserburg
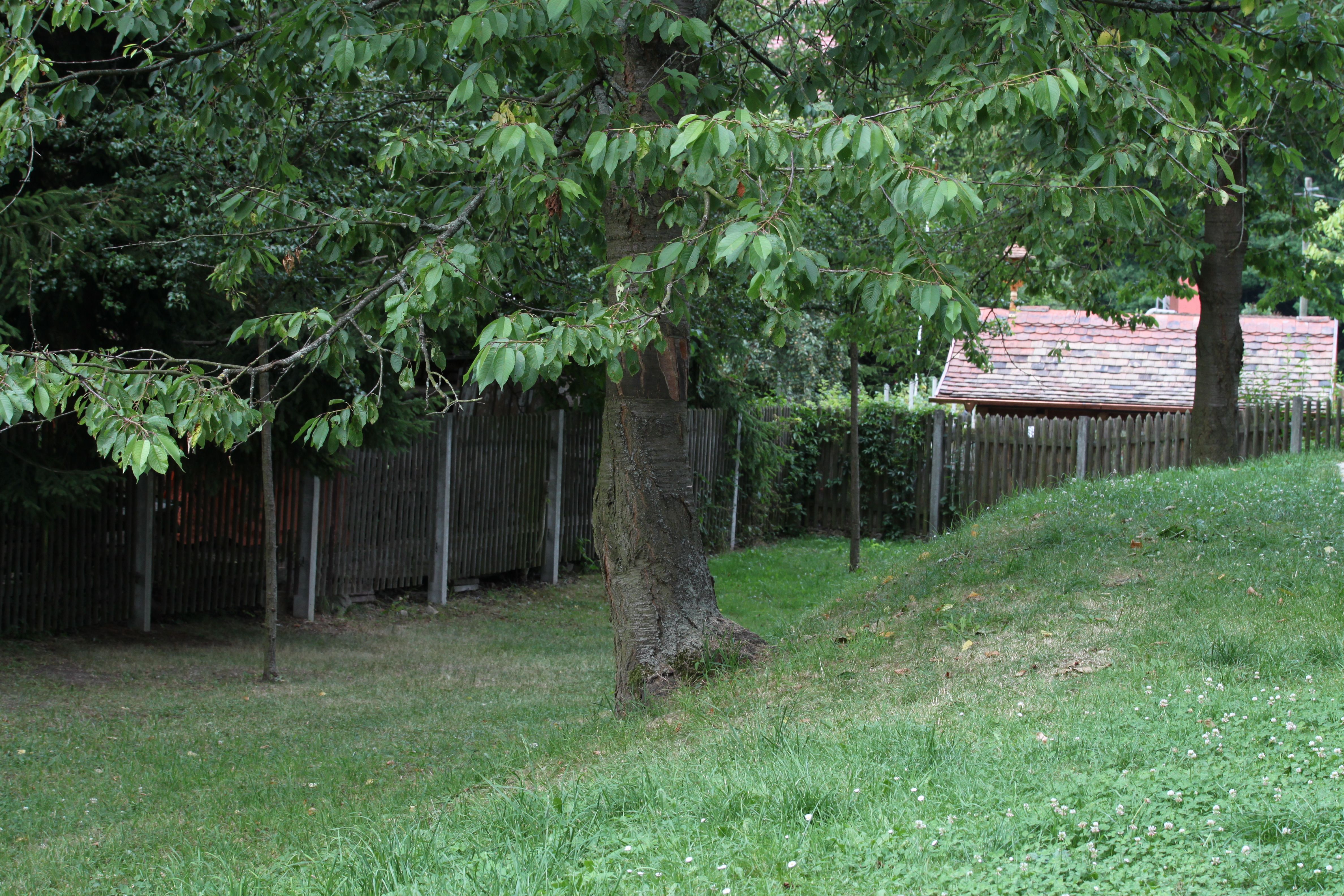
Graben der Wasserburg